# Schoberstein (Höllengebirge)
Der Schoberstein ist ein 1037 m ü. A. hoher Berg im Höllengebirge, vielmehr eine Graterhebung im Kammverlauf von Weißenbach am Attersee, Ortsteil der Gemeinde Steinbach am Attersee, zur Brennerin. Vom Gipfel hat man einen schönen Ausblick auf den Attersee und den Schafberg; auch der Mondsee ist teilweise zu sehen.

## Anstieg
Der Schoberstein wird von Weißenbach aus sehr häufig bestiegen. Der markierte Weg verläuft zum Großteil ausnehmend steil. Zwei kurze Drahtseile erleichtern das Überwinden des felsigen Gipfelaufbaus.

## Kleiner Schoberstein
Unmittelbar westlich des Schobersteins befindet sich der 985 m ü. A. hohe Gipfel des Kleinen Schobersteins (Lage). Zur Abgrenzung von diesem wird der Hauptgipfel auch als Großer Schoberstein bezeichnet.
Der Kleine Schoberstein ist vom Anstieg zum Großen Schoberstein aus in leichter Kletterei erreichbar (Schwierigkeitsgrad I).